# Stylogomphus lawrenceae
Stylogomphus lawrenceae är en trollsländeart som beskrevs av Yang och Davies 1996. Stylogomphus lawrenceae ingår i släktet Stylogomphus och familjen flodtrollsländor. Inga underarter finns listade i Catalogue of Life.